# Kardassziai hajók
Ezeket a hajókat a kitalált Star Trek univerzumbeli Kardassziai Unió, illetve annak katonai szervezete, a Kardassziai Hadvezetés építette és üzemelteti.

## A kardassziai hajókról általában
A kardassziai mindig is egy igen művészi, ám mégis a praktikumra törekvő nép volt. A nagyéhínség, és a régi polgári rendszer összeomlásával már csak a praktikum maradt meg. Ez köszön vissza a kardassziai hajók tervezésében és technológiai sajátosságaiban is.
Ezek a hajók, mivel Kardasszia nem fér hozzá azokhoz a technológiai újításokhoz, illetve a kifejlesztésükhöz szükséges anyagi erőforrásokhoz, sokkal inkább a nagyobb erő látszatát igyekszenek kelteni. Ez a gyakorlatban azt jelenti, hogy külső megjelenésükben, illetve a méretükhöz képest nagy számban rájuk aggatott fegyverek száma okán az ember jóval erősebbnek gondolná őket, mint amilyenek valójában.
Egy tipikus kardassziai hajó részegységeinek elrendezése igen praktikus. A most következő leírás a Galor és Keldon osztályokra vonatkozik. A hosszú, hátrafelé elvékonyodó "törzs" tartalmazza a gépházat, a legénységi szállásokat, raktárakat, a hangárt, illetve a leghátsó része a térhajtóművet. A törzs elején a négyszögletű deflektor közepén egy erős turbó-fézer platform foglal helyet. A törzsből oldalra kinyúló "szárnyak" további fegyvereket és az impulzus hajtóműveket tartalmazzák. A kardassziai hajók emiatt híresek jó manőverezési képességeikről. A törzs elején, előre kinyúló "fej" a parancsnoki hídnak ad otthont. Ez az elrendezés egy igen félelmetes, erős külsőt kölcsönöz a hajóknak.
A Galor és a Keldon osztályok Kardasszia fő csapásmérő erőinek hajóit alkotják, ám ezek mellett még kisegítő, könnyű típusként alkalmazzák a Hideki osztályt is. Ezek a hajók hasonlítanak a nagy csatahajókra, de a fej és a törzs itt hiányzik, a térhajtómű közvetlenül a szárny részből nyúlik hátra. Általában járőrözési feladatokra használják. Sokszor összehasonlítják az azonos méretű klingon Ragadozómadárral, s sokan megelégedve tapasztalják: a klingon hajó sokkal erősebb. Ám azt elfelejtik, hogy míg a Ragadozómadár egy kifejezett támadó hajó, addig a Hideki elsősorban defenzív, illetve flotta-kisegítői szerepkörre lett kifejlesztve. A Klingon-Kardassziai háborúban kezdetben sok Hideki elpusztult a Ragadozómadarak támadásától, ám később a Hidekik elkezdtek 2-3, vagy akár nagyobb csoportokban is tevékenykedni, ezért az erők lassan kiegyenlítődtek, majd a Domínium közbelépésével teljesen meg is fordultak.

## A kardassziai hajótípusok kronológiai sorrendben
- 2343 – Galor osztály – csatacirkáló típus, Kardasszia legfőbb hadihajó-típusa.
- 2345 – Hideki osztály – könnyű járőr-, és kisegítő hadihajó.
- 2365 – Keldon osztály – Kardasszia legfejlettebb hadihajó-típusa, lényegében egy megnövelt, és megerősített Galor-osztály.